# Gran Premio di superbike di Magny-Cours 2014
Il Gran Premio di superbike di Magny-Cours 2014 è stato l'undicesima prova del mondiale superbike del 2014, nello stesso fine settimana si è corso il decimo gran premio stagionale del mondiale supersport del 2014.
Le gare del mondiale Superbike vengono vinte dai piloti del team Aprilia Racing, con Sylvain Guintoli che taglia per primo il traguardo in gara 1 e Marco Melandri in gara 2. La corsa del mondiale Supersport vede vincere Jules Cluzel.

## Superbike

### Gara 1
Fonte
In condizioni climatiche di pioggia, vince gara 1 il francese Sylvain Guintoli, successo favorito dal compagno di squadra Marco Melandri, che, in testa alla corsa a due giri dal termine, a seguito di segnalazione dal box del team Aprilia Racing, lascia passare Guintoli in prima posizione. Con i due piloti alla guida della Aprilia RSV4 Factory nelle prime due posizioni, è Jonathan Rea del team Pata Honda il terzo pilota sul podio, con Tom Sykes quarto (anche lui favorito dal compagno di squadra, Loris Baz, che gli cede la posizione).
Nel gruppo dei piloti con motociclette con specifiche EVO, primo di classe è stato Sylvain Barrier con la BMW S1000 RR del team BMW Motorrad Italia, decimo nella classifica complessiva della gara.

#### Arrivati al traguardo
| Pos. | Nº | Pilota           | Squadra                      | Motocicletta               | Giri | Tempo     | Griglia | Punti |
| ---- | -- | ---------------- | ---------------------------- | -------------------------- | ---- | --------- | ------- | ----- |
| 1º   | 50 | Sylvain Guintoli | Aprilia Racing               | Aprilia RSV4 Factory       | 19   | 36'45.206 | 5º      | 25    |
| 2º   | 33 | Marco Melandri   | Aprilia Racing               | Aprilia RSV4 Factory       | 19   | +2.257    | 6º      | 20    |
| 3º   | 65 | Jonathan Rea     | Pata Honda                   | Honda CBR1000RR            | 19   | +5.954    | 3º      | 16    |
| 4º   | 1  | Tom Sykes        | Kawasaki Racing              | Kawasaki ZX-10R            | 19   | +15.670   | 1º      | 13    |
| 5º   | 76 | Loris Baz        | Kawasaki Racing              | Kawasaki ZX-10R            | 19   | +16.149   | 7º      | 11    |
| 6º   | 91 | Leon Haslam      | Pata Honda                   | Honda CBR1000RR            | 19   | +29.411   | 10º     | 10    |
| 7º   | 34 | Davide Giugliano | Ducati Superbike             | Ducati 1199 Panigale R     | 19   | +57.319   | 2º      | 9     |
| 8º   | 57 | Lorenzo Lanzi    | 3C Racing                    | Ducati 1199 Panigale R     | 19   | +59.306   | 15º     | 8     |
| 9º   | 27 | Max Neukirchner  | 3C Racing                    | Ducati 1199 Panigale R     | 19   | +1:12.274 | 12º     | 7     |
| 10º  | 52 | Sylvain Barrier  | BMW Motorrad Italia          | BMW S1000 RR EVO           | 19   | +1:22.931 | 13º     | 6     |
| 11º  | 59 | Niccolò Canepa   | Althea Racing                | Ducati 1199 Panigale R EVO | 19   | +1:39.670 | 16º     | 5     |
| 12º  | 11 | Jérémy Guarnoni  | MRS Kawasaki                 | Kawasaki ZX-10R EVO        | 19   | +1:42.886 | 21º     | 4     |
| 13º  | 71 | Claudio Corti    | MV Agusta Reparto Corse      | MV Agusta F4 RR            | 19   | +2:03.253 | 18º     | 3     |
| 14º  | 67 | Bryan Staring    | Iron Brain Grillini Kawasaki | Kawasaki ZX-10R EVO        | 18   | +1 giro   | 23º     | 2     |
| 15º  | 9  | Fabien Foret     | Team Pedercini               | Kawasaki ZX-10R EVO        | 18   | +1 giro   | 20º     | 1     |
| 16º  | 74 | Nicolas Salchaud | Dream Team Company           | MV Agusta F4 RR            | 18   | +1 giro   | 27º     |       |
| 17º  | 32 | Sheridan Morais  | Iron Brain Grillini Kawasaki | Kawasaki ZX-10R EVO        | 17   | +2 giri   | 19º     |       |
| 18º  | 99 | Geoff May        | Hero EBR                     | EBR 1190 RX                | 17   | +2 giri   | 28º     |       |
| 19º  | 58 | Eugene Laverty   | Voltcom Crescent Suzuki      | Suzuki GSX-R1000           | 17   | +2 giri   | 9º      |       |
| 20º  | 10 | Imre Tóth        | BMW Team Toth                | BMW S1000 RR               | 16   | +3 giri   | 25º     |       |

#### Ritirati
| Nº  | Pilota               | Squadra                 | Motocicletta           | Giri | Griglia |
| --- | -------------------- | ----------------------- | ---------------------- | ---- | ------- |
| 16  | Gábor Rizmayer       | BMW Team Toth           | BMW S1000 RR EVO       | 7    | 26º     |
| 20  | Aaron Yates          | Hero EBR                | EBR 1190 RX            | 7    | 24º     |
| 212 | Javier Forés         | 3C Racing               | Ducati 1199 Panigale R | 5    | 11º     |
| 21  | Alessandro Andreozzi | Team Pedercini          | Kawasaki ZX-10R EVO    | 3    | 22º     |
| 24  | Toni Elías           | Red Devils Roma         | Aprilia RSV4 Factory   | 2    | 14º     |
| 22  | Alex Lowes           | Voltcom Crescent Suzuki | Suzuki GSX-R1000       | 2    | 8º      |
| 7   | Chaz Davies          | Ducati Superbike        | Ducati 1199 Panigale R | 1    | 4º      |

#### Non partito
| Nº | Pilota      | Squadra         | Motocicletta        | Griglia |
| -- | ----------- | --------------- | ------------------- | ------- |
| 44 | David Salom | Kawasaki Racing | Kawasaki ZX-10R EVO | 17º     |

### Gara 2
Fonte
Vittoria in gara 2 per Marco Melandri che, a differenza di quanto accaduto in gara 1, non rispetta la segnalazione fattagli dal suo team e non lascia passare in prima posizione Sylvain Guintoli. Con il team Aprilia Racing che porta anche in questa gara entrambi i suoi piloti sui due gradini più alti del podio, arriva in terza posizione Leon Haslam con la Honda CBR1000RR del team Pata Honda.
La classifica piloti vede Guintoli ancora secondo, ma il francese riduce il suo distacco da Tom Sykes a soli 12 punti. Il britannico Sykes, in entrambe le gare di questo GP al quarto posto, si trova infatti al primo posto della graduatoria con 378 punti, mentre Guintoli è secondo con 366 punti.
Nella classe EVO migliore risulta Niccolò Canepa, che si posiziona decimo con la Ducati 1199 Panigale R del team Althea Racing. Da segnalare come, complice i numerosi ritiri, sono soltanto tredici i piloti che tagliano il traguardo.

#### Arrivati al traguardo
| Pos. | Nº | Pilota           | Squadra                 | Motocicletta               | Giri | Tempo     | Griglia | Punti |
| ---- | -- | ---------------- | ----------------------- | -------------------------- | ---- | --------- | ------- | ----- |
| 1º   | 33 | Marco Melandri   | Aprilia Racing          | Aprilia RSV4 Factory       | 19   | 36'25.402 | 6º      | 25    |
| 2º   | 50 | Sylvain Guintoli | Aprilia Racing          | Aprilia RSV4 Factory       | 19   | +2.669    | 5º      | 20    |
| 3º   | 91 | Leon Haslam      | Pata Honda              | Honda CBR1000RR            | 19   | +16.450   | 10º     | 16    |
| 4º   | 1  | Tom Sykes        | Kawasaki Racing         | Kawasaki ZX-10R            | 19   | +20.759   | 1º      | 13    |
| 5º   | 57 | Lorenzo Lanzi    | 3C Racing               | Ducati 1199 Panigale R     | 19   | +46.689   | 15º     | 11    |
| 6º   | 27 | Max Neukirchner  | 3C Racing               | Ducati 1199 Panigale R     | 19   | +58.490   | 12º     | 10    |
| 7º   | 76 | Loris Baz        | Kawasaki Racing         | Kawasaki ZX-10R            | 19   | +1:03.100 | 7º      | 9     |
| 8º   | 71 | Claudio Corti    | MV Agusta Reparto Corse | MV Agusta F4 RR            | 19   | +1:24.699 | 18º     | 8     |
| 9º   | 7  | Chaz Davies      | Ducati Superbike        | Ducati 1199 Panigale R     | 19   | +1:27.899 | 4º      | 7     |
| 10º  | 59 | Niccolò Canepa   | Althea Racing           | Ducati 1199 Panigale R EVO | 19   | +1:51.706 | 16º     | 6     |
| 11º  | 9  | Fabien Foret     | Team Pedercini          | Kawasaki ZX-10R EVO        | 18   | +1 giro   | 20º     | 5     |
| 12º  | 16 | Gábor Rizmayer   | BMW Team Toth           | BMW S1000 RR EVO           | 17   | +2 giri   | 26º     | 4     |
| 13º  | 10 | Imre Tóth        | BMW Team Toth           | BMW S1000 RR               | 17   | +2 giri   | 25º     | 3     |

#### Ritirati
| Nº  | Pilota           | Squadra                      | Motocicletta           | Giri | Griglia |
| --- | ---------------- | ---------------------------- | ---------------------- | ---- | ------- |
| 67  | Bryan Staring    | Iron Brain Grillini Kawasaki | Kawasaki ZX-10R EVO    | 16   | 23º     |
| 58  | Eugene Laverty   | Voltcom Crescent Suzuki      | Suzuki GSX-R1000       | 14   | 9º      |
| 212 | Javier Forés     | 3C Racing                    | Ducati 1199 Panigale R | 12   | 11º     |
| 11  | Jérémy Guarnoni  | MRS Kawasaki                 | Kawasaki ZX-10R EVO    | 12   | 21º     |
| 65  | Jonathan Rea     | Pata Honda                   | Honda CBR1000RR        | 11   | 3º      |
| 52  | Sylvain Barrier  | BMW Motorrad Italia          | BMW S1000 RR EVO       | 6    | 13º     |
| 32  | Sheridan Morais  | Iron Brain Grillini Kawasaki | Kawasaki ZX-10R EVO    | 4    | 19º     |
| 34  | Davide Giugliano | Ducati Superbike             | Ducati 1199 Panigale R | 3    | 2º      |
| 99  | Geoff May        | Hero EBR                     | EBR 1190 RX            | 2    | 28º     |
| 22  | Alex Lowes       | Voltcom Crescent Suzuki      | Suzuki GSX-R1000       | 1    | 8º      |
| 20  | Aaron Yates      | Hero EBR                     | EBR 1190 RX            | 1    | 24º     |
| 24  | Toni Elías       | Red Devils Roma              | Aprilia RSV4 Factory   | 0    | 14º     |
| 74  | Nicolas Salchaud | Dream Team Company           | MV Agusta F4 RR        | 0    | 27º     |

#### Non partiti
| Nº | Pilota               | Squadra         | Motocicletta        | Griglia |
| -- | -------------------- | --------------- | ------------------- | ------- |
| 21 | Alessandro Andreozzi | Team Pedercini  | Kawasaki ZX-10R EVO | 22º     |
| 44 | David Salom          | Kawasaki Racing | Kawasaki ZX-10R EVO | 17º     |

## Supersport
Fonte
La gara viene ridotta a 12 giri a fronte dei 17 previsti, a causa dell'esposizione della bandiera rossa in seguito alla caduta di Lucas Mahias.
Vittoria per il pilota francese Jules Cluzel alla guida della MV Agusta F3 675 del team MV Agusta Reparto Corse, che realizza così la terza vittoria stagionale, settima personale della sua carriera nel mondiale Supersport. Con Cluzel salgono sul podio Michael van der Mark e Roberto Rolfo, per quest'ultimo si tratta del primo piazzamento a podio in stagione.
La classifica di campionato, con van der Mark già certo del titolo mondiale, vede Cluzel tornare al secondo posto con 132 punti, mentre Florian Marino, quinto in questa gara, scende al terzo posto con 120 punti.

### Arrivati al traguardo
| Pos. | Nº  | Pilota               | Squadra                       | Motocicletta     | Giri | Tempo     | Griglia | Punti |
| ---- | --- | -------------------- | ----------------------------- | ---------------- | ---- | --------- | ------- | ----- |
| 1º   | 16  | Jules Cluzel         | MV Agusta Reparto Corse       | MV Agusta F3 675 | 12   | 23'54.426 | 1º      | 25    |
| 2º   | 60  | Michael van der Mark | Pata Honda                    | Honda CBR600RR   | 12   | +20.274   | 4º      | 20    |
| 3º   | 44  | Roberto Rolfo        | Team Go Eleven                | Kawasaki ZX-6R   | 12   | +24.232   | 17º     | 16    |
| 4º   | 26  | Lorenzo Zanetti      | Pata Honda                    | Honda CBR600RR   | 12   | +24.911   | 10º     | 13    |
| 5º   | 21  | Florian Marino       | Kawasaki Intermoto Ponyexpres | Kawasaki ZX-6R   | 12   | +26.599   | 8º      | 11    |
| 6º   | 88  | Kev Coghlan          | DMC Panavto-Yamaha            | Yamaha YZF R6    | 12   | +26.860   | 11º     | 10    |
| 7º   | 5   | Roberto Tamburini    | San Carlo Puccetti Racing     | Kawasaki ZX-6R   | 12   | +28.110   | 5º      | 9     |
| 8º   | 99  | Patrick Jacobsen     | Kawasaki Intermoto Ponyexpres | Kawasaki ZX-6R   | 12   | +29.777   | 6º      | 8     |
| 9º   | 14  | Ratthapark Wilairot  | Core PTR Honda                | Honda CBR600RR   | 12   | +53.463   | 13º     | 7     |
| 10º  | 6   | Dominic Schmitter    | HAGN-SKM Racing               | Yamaha YZF R6    | 12   | +54.266   | 14º     | 6     |
| 11º  | 87  | Luca Marconi         | Team Lorini                   | Honda CBR600RR   | 12   | +57.226   | 19º     | 5     |
| 12º  | 22  | Mason Law            | Kawasaki Intermoto Ponyexpres | Kawasaki ZX-6R   | 12   | +1:07.547 | 22º     | 4     |
| 13º  | 64  | Matt Davies          | AARK Racing                   | Honda CBR600RR   | 12   | +1:10.889 | 26º     | 3     |
| 14º  | 11  | Christian Gamarino   | Team Go Eleven                | Kawasaki ZX-6R   | 12   | +1:20.101 | 25º     | 2     |
| 15º  | 155 | Massimo Roccoli      | MV Agusta Reparto Corse       | MV Agusta F3 675 | 12   | +1:27.838 | 7º      | 1     |
| 16º  | 36  | Martín Cárdenas      | CIA Insurance Honda           | Honda CBR600RR   | 12   | +1:38.961 | 23º     |       |
| 17º  | 53  | Valentin Debise      | Com Plus SMS Racing           | Honda CBR600RR   | 11   | +1 giri   | 21º     |       |
| 18º  | 7   | Nacho Calero         | CIA Insurance Honda           | Honda CBR600RR   | 11   | +1 giri   | 24º     |       |

### Ritirati
| Nº  | Pilota           | Squadra                   | Motocicletta    | Giri | Griglia |
| --- | ---------------- | ------------------------- | --------------- | ---- | ------- |
| 54  | Kenan Sofuoğlu   | San Carlo Puccetti Racing | Kawasaki ZX-6R  | 8    | 3º      |
| 17  | Lucas Mahias     | MG Competition            | Yamaha YZF R6   | 7    | 2º      |
| 4   | Jack Kennedy     | CIA Insurance Honda       | Honda CBR600RR  | 6    | 9º      |
| 65  | Vladimir Leonov  | Rivamoto                  | Honda CBR600RR  | 3    | 15º     |
| 25  | Alex Baldolini   | Team Lorini               | Honda CBR600RR  | 3    | 16º     |
| 161 | Alexey Ivanov    | DMC Panavto-Yamaha        | Yamaha YZF R6   | 2    | 27º     |
| 19  | Kevin Wahr       | RS Wahr by Kraus Racing   | Yamaha YZF R6   | 1    | 18º     |
| 10  | Alessandro Nocco | San Carlo Puccetti Racing | Kawasaki ZX-6R  | 0    | 12º     |
| 23  | Cédric Tangre    | Yohann Moto Sport         | Suzuki GSX-R600 | 0    | 20º     |
| 61  | Fabio Menghi     | VFT Racing                | Yamaha YZF R6   | 0    | 28º     |